# Kermadecia pronyensis
Kermadecia pronyensis är en tvåhjärtbladig växtart som först beskrevs av André Guillaumin, och fick sitt nu gällande namn av André Guillaumin. Kermadecia pronyensis ingår i släktet Kermadecia och familjen Proteaceae. Inga underarter finns listade i Catalogue of Life.